# Janezova pisma
Janezova pisma so tri katoliška pisma Nove zaveze, ki so bila najverjetneje napisana med letoma 85 in 100 po Kr. Večina strokovnjakov se strinja, da je vsa tri pisma napisal isti avtor, čeprav obstaja razprava o tem, kdo je ta avtor.

## Nastanek
Pisem ni napisal apostol Janez osebno, četudi je v času njihovega nastanka še »preživljal svoja zadnja leta v Efezu (v današnji Turčiji), za krščanstvo pomembnem strateškem središču«. in je bil verjetno edini še živeči apostol. Tedaj je krščanstvo imelo za seboj že kakih 50 ali 60 let in se je razširilo po vsem Rimskem cesarstvu. Novejše svetopisemske študije nakazujejo, da je zlasti med Prvim Janezovim pismom in Evangelijem po Janezu »toliko podobnosti v slogu in besedišču, da nihče ne more dvomiti, da vsaj izhajata iz iste tradicije«. Pri tem je zanimivo, da se skupaj z Janezovim evangelijem znatno razlikujejo od Knjige razodetja, ki je tradicionalno prav tako pripisana apostolu Janezu.
Različen slog v Janezovih pismih je privedel do domneve, da je Prvo Janezovo pismo delo drugega avtorja kot drugi dve pismi. Po drugi strani pa grško besedišče in teološko gledišče govorita bolj v prid enemu avtorju vseh treh Janezovih pisem.
Johnson obravnava vsa tri Janezova pisma kot paket, ki ga je starešina po vsej verjetnosti odposlal sočasno na isti naslov. O tem, kdo je bil starešina, se ne izreče. Predpostavi pa, da sta bili Drugo in Tretje pismo spremljevalni pismi k bolj pomembnemu pisnemu delu. Drugo naj bi bilo prebrano celotni skupnosti kot uvod in spremna beseda k Prvemu Janezovemu pismu, ki je bolj pridiga kot pismo.

## Vsebina in slog
Lieujeva zapiše, da je spričo spiralnega sloga Prvega Janezovega pisma težko sistematično povzeti njegovo teološko sporočilo, saj se deli sporočila med seboj prepletajo. Namen pisma je vsekakor, da stopi v polemiko s tistimi zunaj (Cerkve ali Cerkva), vendar na samosvoj način: tako da na začetku in na koncu oznani večno življenje ter potrdi njegovo gotovost z osebnimi pričevanji. Večno življenje kot osnovno sporočilo je temeljni okvir pisma in izhodišče ter cilj vseh tistih, ki ostajajo v Cerkvi. Večno življenje tudi povezuje med seboj izpričano preteklost in (takratno) sedanjost. S pričevanjem o večnem življenju gre poduk, da (le) tisti, ki ima Sina, ima tudi Očeta in hkrati življenje. Ta teološki poduk pa ne gradi toliko na podajanju argumentov kot na vzpostavljanju odnosa med »nami« (ki smo žive priče) in »vami« (ki ostajate zvesti našemu izročilu).
Drugo in Tretje Janezovo pismo sta – kot tipični pismi – tako kratki, da je iz njiju težko razbrati kako opredeljivo teologijo, še zlasti, če upoštevamo dejstvo, da ni dokazano, da izvirata od istega avtorja kot Prvo Janezovo pismo. Je pa morda iz njiju mogoče razbrati vsaj vprašanja, ki jih odpirata. Ta vprašanja zadevajo na eni strani obseg cerkve in pripadnost njenih članov določeni cerkvi kot tudi službe in z njimi povezano avtoriteto v cerkvi ter na drugi strani tradicijo in nauk, ki se v cerkvi poučuje.
V Prvem Janezovem pismu Brown prepoznava formalni pesniški slog, privzdignjenost govorov, dvoumnosti, ironije, vrinjene stavke in metafore. Po slogu in besedišču je močno podobno Evangeliju po Janezu, toda drugi dve pismi se po tem razlikujeta. Drugo in zlasti Tretje Janezovo pismo sta po slogu antični pismi in se v tem oziru močno razlikujeta od Prvega.